# فيليب شوفالييه
فيليب شوفالييه (بالفرنسية: Philippe Chevallier)‏ ولد بتاريخ 26 أبريل 1961 في فرنسا، هو دراج فرنسي سابق في صنف سباق الدراجات على الطريق. سبق أن شارك في دورة الألعاب الأولمبية الصيفية.

## سجل النتائج

### سباقات أو مراحل فاز بها
- طواف فرنسا

## وصلات خارجية
- الموقع الرسمي

## روابط خارجية
- فيليب شوفالييه على موقع أرشيف الدراجات (الإنجليزية)
- فيليب شوفالييه على موقع إحصائيات الدراجات الإحترافية (الإنجليزية)
- فيليب شوفالييه على موقع CycleBase (الإنجليزية)
- فيليب شوفالييه على موقع أوليمبيديا (الإنجليزية)